# National Geographic Society
Die National Geographic Society mit Sitz in Washington, D.C. ist eine US-amerikanische Gesellschaft zur Förderung der Geographie.

## Geschichte und Entwicklung
| Name                       | Lebensdaten | Bemerkung                        |
| -------------------------- | ----------- | -------------------------------- |
| Cleveland Abbe             | 1838–1916   | Meteorologe                      |
| Frank Baker                | 1841–1918   | Mediziner                        |
| Marcus Baker               | 1849–1903   | Kartograph                       |
| John Russell Bartlett      | 1843–1904   | Offizier und Naturforscher       |
| Charles J. Bell            | 1858–1929   | Bankier                          |
| Rogers Birnie              | 1851–1939   | Offizier und Naturforscher       |
| William Healey Dall        | 1845–1927   | Naturforscher                    |
| Arthur P. Davis            | 1861–1933   | Ingenieur                        |
| Clarence Edward Dutton     | 1841–1912   | Offizier und Naturforscher       |
| Henry Gannett              | 1846–1914   | Kartograph                       |
| Samuel S. Gannett          | 1861–1939   | Geograph                         |
| Grove Karl Gilbert         | 1843–1918   | Geologe                          |
| James Howard Gore          | 1856–1939   | Mathematiker                     |
| George Brown Goode         | 1851–1896   | Naturforscher                    |
| Adolphus Washington Greely | 1844–1935   | Polarforscher                    |
| Edward Everett Hayden      | 1858–1932   | Marineoffizier und Meteorologe   |
| Henry W. Henshaw           | 1850–1930   | Naturforscher                    |
| Gardiner Greene Hubbard    | 1822–1897   | Anwalt                           |
| Willard Drake Johnson      | 1860–1917   | Topograph                        |
| George Kennan              | 1845–1924   | Sibirien-Forscher                |
| George Wallace Melville    | 1841–1912   | Marineoffizier und Naturforscher |
| Clinton Hart Merriam       | 1855–1942   | Wissenschaftler                  |
| Henry Mitchell             | 1830–1902   | Ingenieur                        |
| Robert Muldrow II.         | 1864–1950   | Geologe                          |
| Herbert Gouverneur Ogden   | 1846–1906   | Topograph                        |
| John Wesley Powell         | 1834–1902   | Geologe                          |
| William Bramwell Powell    | 1836–1904   | Pädagoge                         |
| Israel Cook Russell        | 1852–1906   | Geologe                          |
| Winfield Scott Schley      | 1839–1911   | Admiral                          |
| Almon H. Thompson          | 1839–1906   | Geograph                         |
| Gilbert Thompson           | 1839–1909   | Topograph                        |
| Otto Hilgard Tittmann      | 1850–1938   | Geodät                           |
| James Clark Welling        | 1825–1894   | Pädagoge                         |

Die Gesellschaft wurde am 13. Januar 1888 von 33 Männern im Washingtoner Cosmos Club gegründet. Zum ersten Präsidenten der Gesellschaft wurde am 27. Januar 1888 Gardiner Greene Hubbard gewählt. Nach dessen Tod 1897 folgte ihm sein Schwiegersohn Alexander Graham Bell. Zweck der Vereinigung war und ist, geografische Kenntnisse der Allgemeinheit nahezubringen.
Zu diesem Zweck fördert sie geografische Forschungsprojekte und gibt eine monatlich erscheinende Zeitschrift, das National Geographic Magazine (später National Geographic), heraus, deren erste Ausgabe 9 Monate nach Gründung der Gesellschaft erschien.
Vorstandsvorsitzender und Geschäftsführer der National Geographic Society ist seit Januar 2011 John M. Fahey, Junior. Vizepräsident von National Geographic Publishing and Digital Media ist Declan Moore.
Es gibt noch zwei weitere große geographische Gesellschaften in den USA: die American Geographical Society (AGS) in New York City und die Association of American Geographers (AAG), die Berufsvereinigung amerikanischer Geographen.
Das Design des Logos wurde von Chermayeff & Geismar & Haviv erstellt.

## National Geographic Magazine

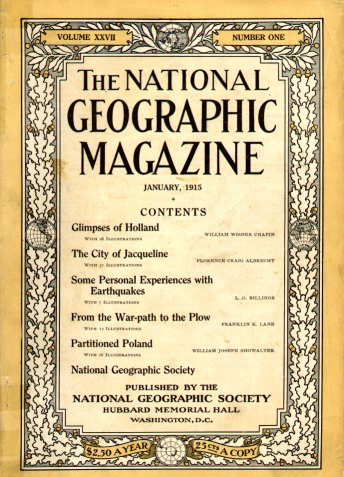
Ausgabe vom Januar 1915

1905 begründete der Chefredakteur Gilbert Hovey Grosvenor den eigentlichen Fotojournalismus, für welchen das Magazin mit spektakulären Farbfotografien sowie hervorragenden Landkartenbeilagen und dem charakteristischen gelben Rand (yellow border) als Markenzeichen bekannt ist.
Gilbert Hovey Grosvenor prägte das Magazin als Chefredakteur während 55 Jahren; seine Prinzipien, über Länder und Leute nur Freundliches zu schreiben und Unangenehmes oder unangemessene Kritik zu unterlassen, war jedoch umstritten. So zum Beispiel erwähnte das Magazin noch 1937 positiv das Berliner Verkehrssystem und die deutsche Jugend. Erst nach dem Tod von Grosvenor Ende der 1960er Jahre gab es auch kritische Themen.
1982 hatte das US-Magazin eine Verkaufsauflage von 10.860.000 Exemplaren.
Neben der englischsprachigen Originalausgabe und dem seit 1999 erscheinenden deutschen Ableger gibt es weitere lokale Ausgaben des Magazins in Chinesisch, Dänisch, Estnisch, Finnisch, Flämisch, Französisch, Griechisch, Italienisch, Japanisch, Koreanisch, Kroatisch, Niederländisch, Norwegisch, Polnisch, Portugiesisch (Einzelausgaben dabei für Brasilien und Portugal), Rumänisch, Russisch, Spanisch, Schwedisch, Serbisch, Tschechisch, Türkisch und Ungarisch.
2006 wurde dem Magazin der Prinz-von-Asturien-Preis für Kommunikation und Geisteswissenschaften verliehen.
Im Mai 2007 erhielt das National Geographic Magazine den Preis General Excellence Award der American Society Magazine Editors in der Kategorie „Auflage über 2 Millionen“ und den Preis für die beste Fotografie für drei Ausgaben des Magazins im Jahre 2006. Chris Johns (Chefredakteur 2005 – April 2014) wurde im Oktober 2008 auf der Konferenz der amerikanischen Magazine vom Advertising Age Magazine als Redakteur des Jahres ausgezeichnet. Seit Mai 2022 ist Nathan Lump der Chefredakteur der US-Ausgabe.

### National Geographic Deutschland

Logo von National Geographic Deutschland

Eine deutschsprachige Ausgabe von National Geographic erscheint seit 1999 im Verlag G+J / RBA GmbH & Co KG., Lizenznehmer der National Geographic Society und der National Geographic Television. Chefredakteur des Magazins ist Erwin Brunner. Er gehörte als langjähriger Textchef zu den Gründungsmitgliedern der deutschsprachigen Ausgabe und löste Klaus Liedtke 2009 an der Redaktionsspitze ab.
Die deutsche Ausgabe umfasst neben den auf Deutsch übersetzten Reportagen aus der US-amerikanischen Ausgabe weitere kurze Zusatzartikel der deutschen Redaktion. Seit dem Jahrgang 2005 verfasst die deutsche Redaktion zudem eigene Reportagen. Einige dieser Reportagen sowie aktuelle Themen werden nicht nur im gedruckten Magazin, sondern auch auf der Website veröffentlicht.
Die ersten Ausgaben kosteten in Deutschland 5 DM, mittlerweile beträgt der Heftpreis 6 Euro (Stand November 2017). Oft lag in den ersten Jahren eine Karte als Poster bei. Diese Karten werden mittlerweile kaum noch verteilt. Regelmäßig sind den Heften jedoch Poster zu einem bestimmten Thema der jeweiligen Ausgabe beigefügt.
Das deutsche National Geographic-Magazin hat eine Verkaufsauflage von 172.500 Exemplaren (IVW 3/2012) und erreicht rund 1,6 Millionen Leser (MA 2/2012).

### Weitere Veröffentlichungen
Darüber hinaus widmet sich die Bookazine-Reihe National Geographic Collectors Edition seit 2004 ausgewählten Themen in einem Sonderheft. Das zweisprachige Wissensmagazin National Geographic Kids (ehemals National Geographic World) richtet sich seit 2003 an junge Leser bis 14 Jahre. Das Heft erscheint zehnmal im Jahr und ist inklusive Hörbuch für 5,30 Euro im Handel erhältlich. In Deutschland gibt es außerdem den National Geographic-Buchverlag. Er umfasst heute mehr als 600 Titel – von Bildbänden über Reiseführer bis hin zu Sach- und Geschichtsbüchern.
Die Online-Fotocommunity bietet Hobby-Fotografen die Möglichkeit, eigene Aufnahmen mit anderen Community-Mitgliedern zu teilen. Zudem informiert die Seite über Foto-Wettbewerbe die National Geographic durchführt. Auch Ausstellungen und Live-Multivisionsshows werden von National Geographic initiiert.
National Geographic Channel sendet seit 2004 im deutschsprachigen Fernsehen. Weltweit wird das Programm des Senders in 153 Ländern und 27 Sprachen ausgestrahlt.
Unter der Bezeichnung Explore gibt es seit 2019 auch einen National Geographic Podcast. Jeden Monat wird eine andere Region auf der Welt zu den Themen „Wissenschaft und Natur“ sowie „Land und Leute“ vorgestellt. Moderiert wird der Podcast von Inka Kiwit, Daniel Lerche und Max Dietrich.

## Wettbewerb
Bis 2011 veranstaltete die National Geographic Society in Deutschland jährlich an allen teilnahmewilligen Schulen den Wettbewerb „National Geographic Wissen“. Dort wurden in verschiedenen Stufen zuerst die Klassenbesten, die Klassenstufenbesten und der Beste der Schule gesucht. Dieser trat danach im Wettbewerb für sein Bundesland an. Die Besten der deutschen Bundesländer trafen sich zum Finale, in welchem der Bundessieger und das deutsche Team ermittelt wurden. Dieses nahm an der National Geographic World Championship teil.